# El método Tangalanga
El método Tangalanga és una pel·lícula de comèdia argentina de 2023 dirigida per Mateo Bendesky.

## Argument
La vida del tímid empleat d'empresa Jorge Rizzi dona un gir hilarant quan assisteix a una sessió d'hipnosi que elimina les seves inhibicions i dona curs a un divertidíssim i exuberant alter ego.

## Repartiment
- Martín Piroyansky com a Jorge Rizzi
- Julieta Zylberberg com a Clara
- Alan Sabbagh com a Sixto
- Luis Machín com a El Jefe (Horacio)
- Rafael Ferro com a Franco Giordano
- Luis Rubio com a Raúl
- Lucía Maciel com a Adela
- Silvio Soldán com a Conrado Taruffa
- Antonella Saldicco com a Eva

## Premios i nominacions
| Llista de premis i nominacions | Llista de premis i nominacions          | Llista de premis i nominacions | Llista de premis i nominacions | Llista de premis i nominacions | Llista de premis i nominacions |
| Any                            | Organització                            | Categoria                      | Nominat/a(s)                   | Resultat                       | Ref(s)                         |
| ------------------------------ | --------------------------------------- | ------------------------------ | ------------------------------ | ------------------------------ | ------------------------------ |
| 2024                           | Premis Martín Fierro de Cinema i Sèries | Millor actor de comèdia        | Martín Piroyansky              | Nominat                        | [ 2 ]                          |